# Федерасьон
Федерасьон (исп. Federación) — город и муниципалитет в департаменте Федерасьон провинции Энтре-Риос (Аргентина), административный центр департамента.

## История
В 1777 году по распоряжению лейтенант-губернатора Хуана де Сан-Мартина в этих местах была создана ферма Мандисови.
В 1847 году губернатор Хусто Хосе де Уркиса, которому понравилось это место, решил учредить здесь населённый пункт. В качестве названия было выбрано слово «Федерасьон» («Федерация»), являвшееся частью лозунга «Федерасьон о Муэрте» («Федерация или смерть!») правившего тогда в Буэнос-Айресе Хуана Мануэля де Росаса.
В 1970-х, в связи со строительством дамбы Сальто-Гранде, 82 % населения было переселено на новое место на северо-западе, а старый город в 1979 году ушёл под воду нового водохранилища.